# Shigeru Yoshida
Shigeru Yoshida (吉田 茂?, Yoshida Shigeru; Yokosuka, 22 settembre 1878 – Tokyo, 20 ottobre 1967) è stato un politico giapponese che ricoprì l'incarico di Primo ministro del Giappone dal 22 maggio 1946 al 24 maggio 1947 e dal 15 ottobre 1948 al 10 dicembre 1954.
È il nonno di Tarō Asō, anch'egli premier del Giappone dal 2008 al 2009, ed era cripto-cattolico.
Durante gli anni 1930 fu ambasciatore in Italia (1931-1936) e a Londra nel Regno Unito (1936 - 1938).